# Brasselsberg (Kassel)
Brasselsberg ist ein Stadtteil der Großstadt Kassel in Nordhessen.

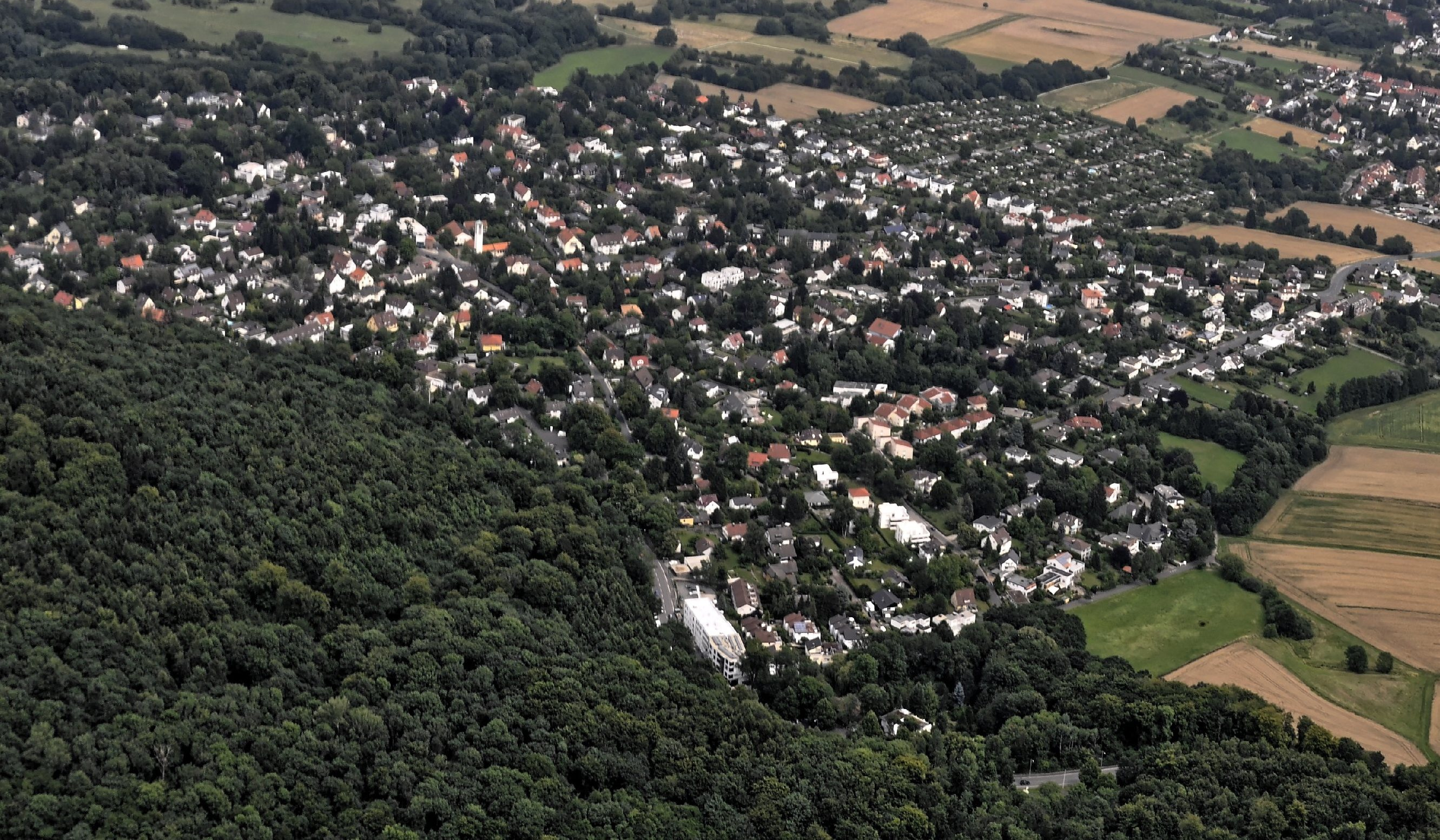
Luftbild von Brasselsberg

## Geographische Lage
Der Stadtteil Brasselsberg liegt im Südwestteil des Kasseler Stadtgebiets. Er grenzt im Norden an den Stadtteil Bad Wilhelmshöhe, im Osten an das ortsbezirksfreie Gebiet Dönche, das Landschaftsschutz- und in Teilen Naturschutzgebiet ist, im Südosten an den Stadtteil Nordshausen, im Süden an die Stadt Baunatal und im Südwesten an die Gemeinde Schauenburg; im Nordosten stößt ein kleiner Ausläufer, eigentlich eine etwas abseitige Stadtteilexklave, der sich nördlich der Dönche befindet und sich südlich der Druseltalstraße und beiderseits Heinrich-Schütz-Allee bis kurz vor die Marbachshöhe erstreckt, an den Stadtteil Süsterfeld-Helleböhn.
Der Hauptteil des bebauten Brasselsberger Bereichs erstreckt sich am Südostrand des Hohen Habichtswalds, von dem große Teile im Süden und Südosten zum dort waldreichen Gebiet des Stadtteils gehören. Der Stadtteil liegt unterhalb bzw. östlich des zu diesem Mittelgebirgszug gehörenden Brasselsbergs (434,2 m ü. NHN), auf dem im Wald der 1904 erbaute Kasseler Bismarckturm steht.
Zu den Brasselsberger Fließgewässern gehören Dönche- und Grunnelbach, die aus dem Habichtswald kommen. Die größte Ausfallstraße ist die von der Druseltalstraße nach Süden zur Anschlussstelle Kassel-Bad Wilhelmshöhe der Bundesautobahn 44 führende Konrad-Adenauer-Straße. Von ihr führen die Korbacher Straße als Teil der Landesstraße 3215 (ehemalige Bundesstraße 520) nach Nordshausen; dorthin verläuft auch der durch Brasselsberg angelegte Straßenzug Nordshäuser Straße–Hohefeldstraße.

## Braunkohlebergbau
Im Bereich des heutigen Stadtteils Brasselsberg wurde über mehrere Jahrhunderte hinweg Braunkohle im Tiefbau gefördert. Die bedeutendste Grube war die Zeche Marie, die sich nördlich der Bilsteinklippen im Habichtswald befand. Der Abbau begann dort im Jahr 1868 und wurde bis 1966 betrieben. Die Förderung erfolgte ausschließlich im Tiefbau, wobei mehrere bis zu sechs Meter mächtige Flöze erschlossen wurden.
Insgesamt wurden im Habichtswald westlich von Kassel, zu dem auch die Zeche Marie gehörte, etwa 10 Millionen Tonnen Braunkohle gefördert. Neben der Zeche Marie waren dort auch die Gruben Drusel, Roter Stollen und Herkules aktiv. Die Kohle diente vor allem der Versorgung regionaler Industrie- und Kraftwerksstandorte.
Heute erinnern noch einige Relikte im Wald, wie ehemalige Stollenmundlöcher und Halden, an den einstigen Bergbau. Ein Waldweg, an dessen Ende das ehemalige Steigerhaus steht, trägt den Namen „Zeche-Marie-Weg“.

## Politik

### Ortsbeiratswahl
Die Wahlbeteiligung bei der Ortsbeiratswahl 2021 lag bei 59,6 %.
| Ortsbeiratswahl Brasselsberg 2021Wahlbeteiligung: 59,6 % 50403020100 42,5 %28,9 %16,0 %9,9 %2,7 % CDUSPDGrüneFDPAfDGewinne und Verlusteim Vergleich zu 2016 %p 8 6 4 2 0 −2 −4 −6 −8+4,5 %p+7,7 %p−7,5 %p−7,5 %p+2,7 %pCDUSPDGrüneFDPAfD | Sitzverteilung im Ortsbeirat Brasselsberg 2021Insgesamt 9 Sitze - SPD: 3 - Grüne: 1 - FDP: 1 - CDU: 4 |

### Wahlen im Stadtteil
| Jahr | Wahl                        | Wbt.  | CDU  | SPD  | Grüne | AfD  | Linke | FDP  | BSW | FW  | Sonst. |
| ---- | --------------------------- | ----- | ---- | ---- | ----- | ---- | ----- | ---- | --- | --- | ------ |
| 2025 | Bundestagswahl              | 88,5  | 31,9 | 18,8 | 18,0  | 10,4 | 7,7   | 7,6  | 3,0 | 0,5 | 2,2    |
| 2024 | Europawahl                  | 72,1  | 31,8 | 17,1 | 17,6  | 7,3  | 2,6   | 8,8  | 4,1 | 1,2 | 9,5    |
| 2023 | Landtagswahl                | 73,5  | 38,6 | 16,2 | 19,2  | 10,7 | 3,5   | 5,8  | —   | 2,2 | 3,8    |
| 2021 | Bundestagswahl              | 85,2  | 26,1 | 24,2 | 20,3  | 4,9  | 3,6   | 15,4 | —   | 0,7 | 4,8    |
| 2021 | Ortsbeirat                  | 59,6  | 42,5 | 28,9 | 16,0  | 2,7  | —     | 9,9  | —   | —   | —      |
| 2021 | Stadtverordnetenversammlung | 60,6  | 31,0 | 19,5 | 25,9  | 4,9  | 5,1   | 9,7  | —   | 1,8 | 2,21   |
| 2016 | Ortsbeirat                  | 58,6  | 38,0 | 21,2 | 23,5  | —    | —     | 17,4 | —   | —   | —      |
| 2016 | Stadtverordnetenversammlung | 58,8  | 34,5 | 19,7 | 15,0  | 9,5  | 5,4   | 12,1 | —   | 3,1 | 0,82   |
| 2011 | Ortsbeirat                  | 56,8  | 39,1 | 22,1 | 29,7  | —    | —     | 9,2  | —   | —   | —      |
| 2011 | Stadtverordnetenversammlung | 56,9  | 38,0 | 24,4 | 25,4  | —    | 3,0   | 6,0  | —   | 1,6 | 1,73   |
| 2006 | Ortsbeirat                  | 50,8  | 42,2 | 24,0 | 12,5  | —    | —     | 5,7  | —   | —   | —      |
| 2001 | Ortsbeirat                  | k. A. | 44,1 | 22,5 | 16,5  | —    | —     | 8,4  | —   | —   | —      |

Fußnoten
1 2021: zusätzlich: Bienen: 1,7 %; PARTEI: 0,5 %

2 2016: zusätzlich: Piraten: 0,8 %

3 2011: zusätzlich: Piraten: 1,3 %; AUF-Kassel: 0,4

## Ortsname
Die erst zu Beginn des 20. Jahrhunderts entstandene Wohnsiedlung wurde nach dem gleichnamigen Brasselsberg benannt und war anfangs ein Teil von Nordshausen. Der ursprüngliche korrekte Name lautete bis 1936 Nordshausen-Siedlung am Brasselsberg. Dies hat sich im Sprachgebrauch der Einwohner bis heute erhalten, denn diese geben ihren Wohnsitz mit "Ich wohne am Brasselsberg" an (statt: Ich wohne in Brasselsberg).

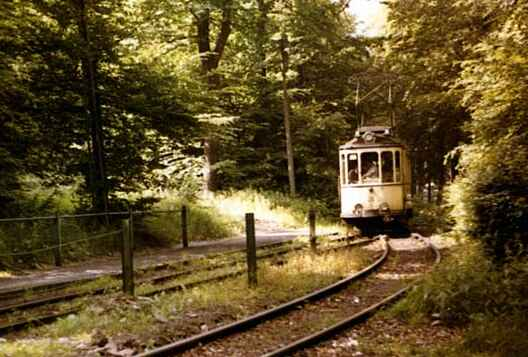
Die Herkulesbahn

## Sonstiges
- Mitten im Ort steht die evangelische Emmauskirche (erbaut ab 1952), die zur Evangelischen Kirche Kurhessen-Waldeck gehört.
- Die Kindertagesstätte Brasselsberg steht in der Trägerschaft der Stadt Kassel.
- 1911 wurde eine Zweiglinie der Herkulesbahn vom Luisenhaus zum Brasselsberg angelegt. Der Verkehr auf dieser meterspurigen Bahn wurde 1965 eingestellt, die Gleisanlagen abgebaut. Seitdem erfolgt die Nahverkehrserschließung des Stadtteils mit Bussen (Linien 21, 51, 52, 53, 55).
- Aufgrund seiner recht jungen Entstehung als reine Gartenstadt am Anfang des 20. Jahrhunderts verfügt Brasselsberg über keinen eigenen Friedhof.
- Am Ostrand des Stadtteils befindet sich die Hessische Landesfeuerwehrschule